# 축조봉
축조봉(祝朝奉)은 중국의 사대기서(四大奇書) 중 하나인 《수호전》(水滸傳)에 등장하는 인물이다.
47회부터 50회까지 등장하는 운주(鄆州) 독룡강(獨龍岡)의 축가장(祝家莊)이라는 마을의 주인. 다수의 병사와 '축씨삼걸(祝氏三傑)'로 불리는 세 아들을 비롯한 호걸을 거느리고 양산박 타도(打倒)를 꾀한다. 2대 수령 조개 밑에서 조직으로 세력을 키워온 양산박군에게 본격적인 첫 대외전쟁의 적으로 등장한다. 또한 조봉(朝奉)이란 호신(豪神)에 대한 존칭으로 이름이 아니다. 따라서 그의 본명은 작중에는 등장하지 않는다.

## 생애
축조봉의 이름이 작중에 등장하는 것은 양산박에 몸을 의탁하려던 양웅, 석수, 시천이 양산박으로 가던 도중에 들른 축가장의 여인숙에서 소동을 일으켜 마을 사람들에게 시천을 붙잡히고, 양웅과 석수가 도망친 후 한 술집에서 만난 두흥에게 '독룡강(獨龍岡) 삼장(三莊)'에 대해 들을 때 나온다. 독룡강에는 세 마을이 인접해 있고 중앙에 축가장(祝家莊), 서쪽에 호가장(扈家莊), 동쪽에 이가장(李家莊)이 있으며, 삼장의 병력을 합하면 2만이나 된다고 한다. 축가장은 그 삼장 중에서도 가장 큰 세력을 자랑하며, 축조봉을 중심으로 '축씨 삼걸'로 불리는 장남 축룡(祝龍), 차남 축호(祝虎), 삼남 축표(祝彪) 등의 아들들과 '철봉(鐵棒)'의 별호를 가진 무예사범 난정옥(欒廷玉) 등과 함께 승승장구하며 인접한 호가장, 이가장과 공동전선을 펴고 양산박에 대항하고 있었다.
두흥의 제안으로 양웅과 석수는 축조봉의 동맹 관계이기도 한 이가장의 주인 이응을 통해 포박된 시천의 해방을 축조봉에게 요구하지만 편지로 인한 요구는 축가장의 삼형제에게 모욕과 함께 일축되고, 이응이 직접 축가장에 가서 담판을 지으려 하지만 오히려 축표의 화살에 팔을 맞고 만다. 대책이 없음을 안 양웅과 석수는 양산박으로 가서 수령인 조개, 부수령 송강 등에게 시천의 구출을 간청하는데, 양산박에서도 인원이 증가함에 따라 군량(軍糧)과 마초(馬草)가 부족했던 관계로 축가장 공략이 받아들여져 송강을 총대장으로 하는 원정군이 편성된다.
이리하여 축가장은 양산박군과 전쟁을 벌이게 되었지만, 원래 양산박군의 공격에 대비하여 군비를 다지고 있던 축가장의 방어는 견고하였고, 난정옥이나 호가장에서 원군으로 온 여장군 호삼랑(축표의 약혼자)의 활약도 있어 다수의 영웅 호걸을 거느리고 있는 양산박군을 상대로 호각 이상의 싸움을 벌인다. 임충에 의해 호삼랑이 사로잡혀 버린 경우도 있지만, 두 번의 싸움에서 황신, 양림, 왕영, 진명, 등비를 사로잡는 혁혁한 전과를 올린다.
그러나 난정옥의 의형제이자 호걸로도 이름난 등주(登州)의 제할(提轄)인 손립과 그 일족을 축가장으로 불러들이면서 그 우위는 흔들리기 시작한다. 손립이 가족을 데리고 있었던 것과 무예사범인 난정옥의 지인이어서 축조봉과 아들들은 그들을 완전히 신용하고 말았는데, 사실 손립은 이미 양산박과 내통하고 있었고 내응을 위해 보내져 있었다. 또 손립은 쳐들어온 석수를 포박하여 축조봉과 아들들이 자신을 신용하게 만든다. 네 갈래로 갈라져 양산박군이 총공격을 하여 축씨 삼걸과 난정옥 등이 그 방어를 위해 출격했을 때, 사로잡힌 두령들을 풀어주고 저택에 있던 자들을 몰살시킨다. 축조봉은 우물 속에 몸을 숨기려 했으나 석수에 의해 목을 베이고 만다. 방어에 나섰던 아들들도 각각 습격당하고 축가장의 금전과 50만 석에 이르는 군량, 마초는 모조리 양산박에 의해 접수된다.